# George Coșbuc
George Coșbuc, né le 20 septembre 1866 à Hordou aujourd'hui Coșbuc județ de Bistrița-Năsăud et mort le 9 mai 1918 à Bucarest, est un poète et traducteur roumain originaire de Transylvanie. 

## Biographie

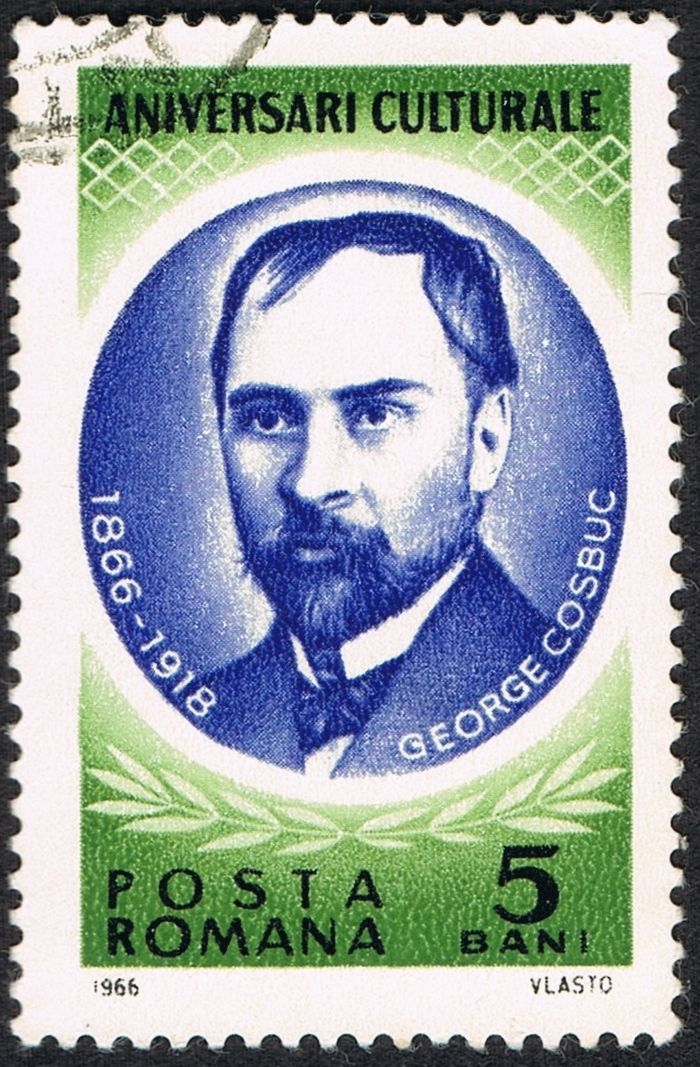
Timbre-poste roumain.

George Coșbuc était le septième enfant sur d'une grande fratrie. Son père, Sebastian Coșbuc, était un prêtre gréco-catholique et sa mère, Mariei, la fille d'un prêtre gréco-catholique de Telciu. Après des études secondaires à Telciu puis à Năsăud, il devient professeur dans cette dernière ville. Il a commencé à fréquenter assidument la bibliothèque de l'institution scolaire. Il rejoint le cercle local littéraire, le « Virtus Romana Rediviva », une association littéraire que son père désapprouvait, considérant celle-ci comme une déviation pour une future carrière ecclésiastique.
En 1884, déjà professeur, il publia ses premiers poèmes dans l'almanach annuel du club littéraire. La même année, il assiste aux cours de l'université de Cluj. Il recueille les contes de fées et les histoires populaires, dont il a réécrit et publié des recueils qui se vendent avec succès. Il est devenu si populaire que trois ans plus tard, il est devenu le rédacteur en chef du principal journal de Cluj « La Tribuna ».
Il a rapidement publié ses propres œuvres, notamment « Nunta Zamfirei » (« Mariage de Zamfira »), qui fut un éloge dans les cercles littéraires roumains. Il s'est déplacé à Bucarest et fut reçu dans le milieu intellectuel et culturel du tout Bucarest. Il contribua à la revue « Literare Convorbiri ». En collaboration avec d'autres anciens éducateurs, il a préparé un recueil de textes en langue roumaine comme manuel scolaire : « Carte de românească citire » (le « Livre roumain de lecture »).
En 1893, il a publié « Balade și idile » (« Ballades et Pastorales »), un volume qui a conforté sa réputation. Il a commencé à toucher à la poésie à connotation politique, comme l'emphatique « Noi Vrem pământ » (« Nous voulons une terre »), « Lupta vieții » (« lutte pour la vie »). Il collabora à la revue littéraire, « Vatra ». 
En 1895, il épouse Elena Sfetea. Il a terminé la traduction roumaine de l’Énéide de Virgile. En 1896, il a publié un recueil de poèmes et de courtes histoires différentes, « Versuri și proză » (« Versets et prose »). Sa production en tant que traducteur est étonnante: en l'espace de trois ans, il a publié de larges portions du Kâlidâsa grâce aux traductions allemandes du texte original en sanscrit le « Abhignānashākuntala ». Il réalise la traduction en roumain du récit d'Homère « L'Odyssée ». Coșbuc a également entrepris la traduction d'œuvres diverses de l'écrivain Friedrich Schiller. 
En 1898, l'Académie roumaine le juge comme un « membre éminent ». Il poursuit ses traductions, notamment l'intégralité de la Divine Comédie de Dante.
Bien que son travail a été récupéré par la suite par la propagande communiste pour embellir le discours de l'intelligencia marxiste-léniniste en soulignant son approche sur « l'alliance entre les paysans et les classes laborieuses », il est encore largement considéré comme un maître de la poésie, traducteur accompli et chroniqueur amoureux de l'homme roumain et de la topographie géographique.
En 1901, il fonde avec Alexandru Vlahuță, le magazine littéraire Sămănătorul.
En 1915, il perd son fils, lors d'un accident de voiture. Cette tragédie l'affecte au point de cesser d'écrire et de traduire. Il meurt en 1918 et fut enterré au cimetière Bellu de Bucarest. Son buste s'élève dans le parc Cișmigiu de Bucarest.

### Volumes publiés
- Blestem de mamă [Blasphème de mère], Sibiu, 1885
- Pe pământul turcului [Sur les terres du Turc], Sibiu, 1885
- Fata craiului din cetini [La filles du prince des sapins], Sibiu, 1886
- Draga mamei [La chérie de maman], Sibiu, 1886
- Fulger [Fulger], Sibiu, 1887
- Balade și idile [Ballades et idylles], Bucarest, 1893
- Fire de tort [Miettes de gâteau], Bucarest, 1896
- Războiul nostru pentru neatârnare [Notre guerre d'indépendance], Bucarest, 1899 ; réédition coordonnée par et avec une préface d'Andrei Gligor, Craiova, 1995
- Povestea unei coroane de oțel [Le conte d'une couronne d'acier], Bucarest, 1899; réédition coordonnée par et avec une préface de Teodor Vârgolici, Bucarest, 1992 ; puis Iași, 1997
- Din țara Basarabilor [Du pays des Bessarabes], Bucarest, 1901
- Ziarul unui pierde-vară [Le journal d'un fainéant], Bucarest, 1902
- Dintr-ale neamului nostru [Sur notre peuple], Bucarest, 1903
- Cântece de vitejie [Chants héroïques], Bucarest, 1904
- Superstițiunile păgubitoare ale poporului nostru [Les superstitions malsaines de notre peuple], Bucarest, 1909
- Balade, Bucarest, 1913;
- Drumul iubirii [Le chemin de l'amour], Bucarest, 1916;
- Povești în versuri [Des contes en vers], édition établie par Nicolae Drăganu, Sibiu, 1921
- Poezii alese [Poésies choisies], avec une préface de Mihai Beniuc, Bucarest, 1952
- Poezii [Poésies], édition en deux volumes, avec une préface de Dumitru Micu, București, 1953;
- Despre literatură și limbă [Sur la littérature et la langue], édition coordonnée par et avec une préface d'Alexandru Duțu, Bucarest, 1960
- Versuri [Vers], avec une préface de Dumitru Micu, Bucarest, 1961
- Comentariu la „Divina Comedie” [Commentaire à la Divine comédie], I-II, édition coordonnée par et avec une préface d' Alexandru Duțu et Titus Pârvulescu, Bucarest, 1963-1965 ; dans Opere alese [Œuvres choisies], IX, édition coordonnée par Gheorghe Chivu, préface et notes d'Alexandru Duțu, Bucarest, 1998
- Fire de tort. Cântece de vitejie [Miettes de gâteau/ Chants héroïque], I-II, édition coordonnée par  Mircea Tomuș, Bucarest, 1966
- Opere alese [Œuvres choisies], vol. I-VI, sous la direction de Gavril Scridon, București, 1966-1982, vol. VII-IX, sous la direction de Gheorghe Chivu, Bucarest, 1985-1998
- Opera poetică [L’œuvre poétique], I-II, Chișinău, 2000
- Scrieri alese [Textes choisis], sous la direction de Gavril Istrate, Iași, 2001